# Hopiasaari
Hopiasaari är en ö i Finland. Den ligger i sjön Pyhäjärvi och i kommunen Kouvola i den ekonomiska regionen  Kouvola ekonomiska region  och landskapet Kymmenedalen, i den södra delen av landet, 120 km nordost om huvudstaden Helsingfors. Öns area är 6,5 hektar och dess största längd är 0,5 kilometer i sydöst-nordvästlig riktning.